# Back to Oblivion
Back to Oblivion è il terzo album in studio dei Finch, pubblicato nel 2014 dopo la reunion.

## Tracce
1. Back to Oblivion
2. Anywhere but Here
3. Further from the Few
4. Murder Me
5. Picasso Trigger
6. Play Dead
7. Two Guns to the Temple
8. The Great Divide
9. Us vs. Them
10. Tarot
11. Inferium
12. New Wave
13. Faster Now (bonus track per il Giappone)

## Formazione

### Band
- Nate Barcalow – voce
- Randy Strohmeyer – chitarra
- Alex Linares – chitarra
- Daniel Wonacott – basso
- Alex Pappas – batteria, percussioni

### Altro personale
- Brian Virtue - produzione, ingegneria e mixaggio
- Josh Franks - Assistente ingegnere
- Howie Weinberg - Masterizzazione
- Jeremy Rubolino - arrangiamenti degli archi
- Nilo Naghdi - Artwork
- Jonathan Weiner - Fotografia